# Српска православна црква Светог Георгија у Ченти
Српска православна црква Светог Георгија у Ченти, у општини Зрењанин, је подигнута 1802. године, под заштитом је као споменик културе у категорији непокретних културних добара од великог значаја.
Православни храм посвећен Светом Георгију у Ченти је једнобродна грађевина са полукружном апсидом на источној и високим звоником на западној страни, типизираног барокног стила. Украс на њеним фасадама чине удвојени пиластри између којих су постављени прозори. Западну фасаду оживљавају две полукружно завршене нише, а над венцем се диже барокни забат са декоративним класицистичким вазама на угловима.
Резбарија иконостаса непознатог мајстора поседује особености рококоа и класицизма. Иконе, приписане неком од следбеника Павела Ђурковића, биле су касније пресликане. Георгије Поповић потписао је 1811. године икону тзв. Богородице Арапске за Богородичин трон. Седам празничних целивајућих икона такође се приписују Г. Поповићу, а само две (Благовести и Силазак Светог Духа) непознатом мајстору из 18. века. На архијерејском трону налази се икона Светог Јована Златоустог.

## Галерија
- Северозападна страна
- Североисточна страна
- Звоник цркве
- Источна фасада
- ]Детаљ северне фасаде
- Иконостас
- Хор